# Flores de Xangai
Hāi shàng huā (bra/prt: Flores de Xangai) é um filme de drama taiwanês de 1998 dirigido e escrito por Hou Hsiao-hsien. Foi selecionado como representante de Taiwan à edição do Oscar 1999, organizada pela Academia de Artes e Ciências Cinematográficas.

## Elenco
- Tony Leung Chiu-Wai
- Annie Shizuka Inoh
- Michiko Hada
- Shuan Fang
- Jack Kao